# 2025–2026-os német labdarúgó-bajnokság (első osztály)
A 2025–2026-os német labdarúgó-bajnokság – eredeti német nevén Fußball-Bundesliga – a 63. szezonja lesz a Bundesligának. A szezon 2025. augusztus 22-én kezdődik, és 2026. május 16-án ér véget. A címvédő a Bayern München volt. 

## Csapatok

### Csapatváltozások
| Feljutott az első osztályba | Kiesett a másodosztályba |
| --------------------------- | ------------------------ |
| 1. FC Köln Hamburger SV     | Holstein Kiel VfL Bochum |

A bajnokságon 18 csapat vesz részt: a tavalyi bajnokság bennmaradt 16 csapata (a 16. helyezett osztályzót játszik), és 2 feljutó. A másodosztály első és második helyezettje (az 1. FC Köln és a Hamburger SV) feljutott a Bundesligába, viszont a harmadiknak osztályzót kellett játszania az 1. FC Heidenheim ellen, ahol a másodosztály harmadik helyezettje, az SV Elversberg alulmaradt.

### Csapatok adatai
| Csapat                   | Város                | Stadion                        | Befogadóképesség |
| ------------------------ | -------------------- | ------------------------------ | ---------------- |
| Augsburg                 | Augsburg             | WWK ARENA                      | 30 660           |
| Union Berlin             | Berlin               | Stadion An der Alten Försterei | 22 012           |
| Werder Bremen            | Bréma                | Weserstadion                   | 42 100           |
| Borussia Dortmund        | Dortmund             | Signal Iduna Park              | 81 365           |
| Eintracht Frankfurt      | Frankfurt            | Deutsche Bank Park             | 58 000           |
| SC Freiburg              | Freiburg im Breisgau | Europa-Park Stadion            | 34 700           |
| 1. FC Heidenheim         | Heidenheim           | Voith-Arena                    | 15 000           |
| Hamburger SV             | Hamburg              | Volksparkstadion               | 57 000           |
| TSG 1899 Hoffenheim      | Sinsheim             | PreZero Aréna                  | 30 150           |
| 1. FC Köln               | Köln                 | RheinEnergieStadion            | 49 698           |
| RB Leipzig               | Lipcse               | Red Bull Aréna                 | 47 800           |
| Bayer 04 Leverkusen      | Leverkusen           | BayArena                       | 30 210           |
| 1. FSV Mainz 05          | Mainz                | Mewa Aréna                     | 33 305           |
| Borussia Mönchengladbach | Mönchengladbach      | Stadion im Borussia-Park       | 54 042           |
| Bayern München           | München              | Allianz Arena                  | 75 000           |
| St. Pauli                | Hamburg              | Millerntor-Stadion             | 29 546           |
| VfB Stuttgart            | Stuttgart            | MHPArena                       | 60 058           |
| VfL Wolfsburg            | Wolfsburg            | Volkswagen Arena               | 28 917           |

### Vezetőedző-váltások
| Csapat           | Távozó edző                  | Ok                   | Távozás napja     | Távozás napja    | Pozíció a tabbelán | Érkező         | Érkezés napja    | Érkezés napja   | Forrás(ok)    |
| Csapat           | Távozó edző                  | Ok                   | Bejelentve        | Távozás          | Pozíció a tabbelán | Érkező         | Bejelentve       | Érkezés         | Forrás(ok)    |
| ---------------- | ---------------------------- | -------------------- | ----------------- | ---------------- | ------------------ | -------------- | ---------------- | --------------- | ------------- |
| RB Leipzig       | Lőw Zsolt (megbízott)        | Lejárt a megbízatása | 2025. március 30. | 2025. június 30. | Előszezon          | Ole Werner     | 2025. június 24. | 2025. július 1. | [ 2 ] [ 3 ]   |
| VfL Wolfsburg    | Daniel Bauer (megbízott)     | Lejárt a megbízatása | 2025. május 4.    | 2025. június 30. | Előszezon          | Paul Simonis   | 2025. június 12. | 2025. július 1. | [ 4 ] [ 5 ]   |
| 1. FC Köln       | Friedhelm Funkel (megbízott) | Lejárt a megbízatása | 2025. május 5.    | 2025. június 30. | Előszezon          | Lukas Kwasniok | 2025. június 6.  | 2025. július 1. | [ 6 ] [ 7 ]   |
| Bayer Leverkusen | Xabi Alonso                  | Közös megegyezés     | 2025. május 9.    | 2025. június 30. | Előszezon          | Erik ten Hag   | 2025. május 26.  | 2025. július 1. | [ 8 ] [ 9 ]   |
| FC Augsburg      | Jess Thorup                  | Elküldték            | 2025. május 23.   | 2025. június 30. | Előszezon          | Sandro Wagner  | 2025. május 28.  | 2025. július 1. | [ 10 ] [ 11 ] |
| Werder Bremen    | Ole Werner                   | Elküldték            | 2025. május 27.   | 2025. június 30. | Előszezon          | Horst Steffen  | 2025. május 29.  | 2025. július 1. | [ 12 ] [ 13 ] |

## Csapatok száma tartományonkénti bontásban
| Pozíció | Tartomány              | Csapatok száma | Csapatok                                                                |
| ------- | ---------------------- | -------------- | ----------------------------------------------------------------------- |
| 1       | Észak-Rajna-Vesztfália | 4              | Borussia Dortmund, Köln, Bayer Leverkusen és a Borussia Mönchengladbach |
| 1       | Baden-Württemberg      | 4              | SC Freiburg, 1899 Hoffenheim, VfB Stuttgart és az 1. FC Heidenheim      |
| 2       | Bajorország            | 2              | FC Augsburg és az Bayern München                                        |
| 2       | Hamburg                | 2              | Hamburger SV és a St. Pauli                                             |
| 1       | Hessen                 | 1              | Eintracht Frankfurt                                                     |
| 1       | Berlin                 | 1              | Union Berlin                                                            |
| 1       | Bréma                  | 1              | Werder Bremen                                                           |
| 1       | Alsó-Szászország       | 1              | VfL Wolfsburg                                                           |
| 1       | Rajna-vidék-Pfalz      | 1              | Mainz 05                                                                |
| 1       | Szászország            | 1              | RB Leipzig                                                              |